# Bāshvān
Bāshvān (persiska: باشوان, بانشُوان) är en ort i Iran.   Den ligger i provinsen Kurdistan, i den nordvästra delen av landet, 500 km väster om huvudstaden Teheran. Bāshvān ligger 1 711 meter över havet och antalet invånare är 157.
Terrängen runt Bāshvān är kuperad.Runt Bāshvān är det ganska tätbefolkat, med 100 invånare per kvadratkilometer. Närmaste större samhälle är Bāneh, 17,0 km norr om Bāshvān. Trakten runt Bāshvān består till största delen av jordbruksmark.